# Bezirk Mährisch Trübau
Der Bezirk Mährisch Trübau war ein Politischer Bezirk in der Markgrafschaft Mähren. Sitz der Bezirkshauptmannschaft war die Stadt Mährisch Trübau (Moravská Třebová). Das Gebiet gehörte seit 1918 zur neu gegründeten Tschechoslowakei. 

## Geschichte
Die modernen, politischen Bezirke der Habsburgermonarchie wurden 1868 im Zuge der Trennung der politischen von der judikativen Verwaltung geschaffen.
Der Bezirk Mährisch Trübau wurde 1868 aus den Gerichtsbezirken Mährisch Trübau, Zwittau und Gewitsch gebildet. Zur Zeit seiner Entstehung lebten im Bezirk Zwittau 66.602 Einwohner auf einer Fläche von 11,61 Quadratmeilen.
1880 lebten im Bezirk Mährisch Trübau 73.646 Personen (34.304 männlich und 39.342 weiblich). Von der einheimischen Bevölkerung hatten 52.395 Deutsch und 21.054 Tschechisch als Umgangssprache angegeben.
1890 lebten im Bezirk Mährisch Trübau 77.419 Personen (36.209 männlich und 41.210 weiblich). Von der einheimischen Bevölkerung hatten 55.894 Deutsch und 21.351 Tschechisch als Umgangssprache angegeben.
1910 lebten im Bezirk Mährisch Trübau 80.090 Menschen. Davon hatten 79.860 die österreichische Staatsbürgerschaft. Von den österreichischen Staatsbürgern gaben 58.289 Deutsch und 21.564 Tschechisch als Umgangssprache an. Die Fläche betrug 686,26 km2.

## Gemeinden
Der Bezirk Mährisch Trübau umfasste 1890 folgende Gemeinden:
1. Im Gerichtsbezirk Gewitsch: Albendorf (mit Mollein und Smolna), Bezdetzsch (mit Swarow), Biskupitz (mit Liebstein), Borotin (mit Friedenthal), Braunölhütten, Brezinek (mit Netz), Brohsen, Brtow (mit Brezinka und Korbel), Cetkowitz (mit Brodek), Deschna (mit Rumberg und Smrzow), Dörfles, Hinter-Ehrendorf (mit Langendon und Mariendorf), Gewitsch, Gewitsch Israelitengemeinde, Hartinkau, Hausbrünn, Jaromeritz (mit Neuhof), Kladek (mit Oschikow und Trpin), Kornitz, Mitterdorf, Opatowitz, Groß-Rautka (mit Klein-Rautka und Skocowa Lhota), Roubanin, Alt-Rowen (mit Neu-Rowen), Schubirow (mit Chubin), Selsen (mit Horaölhütten), Slatina, Stefanau (mit Nowosad und Pohora), Swetly (mit Duldungsdorf), Ungerndorf, Wysoka
2. Im Gerichtsbezirk Mährisch Trübau: Altstadt (mit Lichtenbrunn), Blosdorf, Bodelsdorf, Briesen, Charlottendorf, Dittersdorf, Vorder-Ehrendorf, Grünau, Johnsdorf, Krönau, Kunzendorf, Langenlutsch, Mariakron, Moligsdorf, Neudorf, Petersdorf, Pirkelsdorf, Pitschendorf (mit Petrufka und Plichtenitz), Pohler, Pohres, Putzendorf (mit Ludwigsdorf), Ranigsdorf, Rattendorf, Ober-Rauden, Rehsdorf, Reichenau, Rostitz, Schneckendorf, Seibelsdorf, Triebendorf (mit Lestang, Neustift und Triebenhof), Mährisch Trübau (mit Josefsstadt), Tschuschitz, Alt-Türnau (mit Kieferdörfel), Neu-Türnau (mit Mezihor), Undangs, Uttigsdorf, Wojes
3. Im Gerichtsbezirk Zwittau: Brüsau, Chrostau (mit Chorstau Ölhütten), Glaselsdorf, Greifendorf, Ober-Heinzendorf, Hermersdorf, Mährisch Lotschau, Mohren, Mußlau (mit Wiesen), Nieder-Rauden, Rausenstein, Mährisch Rothmühl, Stangendorf, Vierzighuben, Zwittau